# Église Wolvendaal
Pour les articles homonymes, voir Wolvendaal.
L'église Wolvendaal (en néerlandais : Wolvendaalse Kerk), ou plus exactement église protestante de Wolfendhal, se situe sur « Wolfendhal Street » dans le quartier de Pettah, de Colombo au Sri Lanka. C'est l'une des plus anciennes églises protestantes de l'époque coloniale hollandaise. Dès ses débuts, Wolvendaal fut marquée par un sobre calvinisme, alors que Kasteel Kerk, l'église originelle du fort de Colombo, devait rester le principal lieu de culte jusqu'à sa démolition en 1813.

## Historique

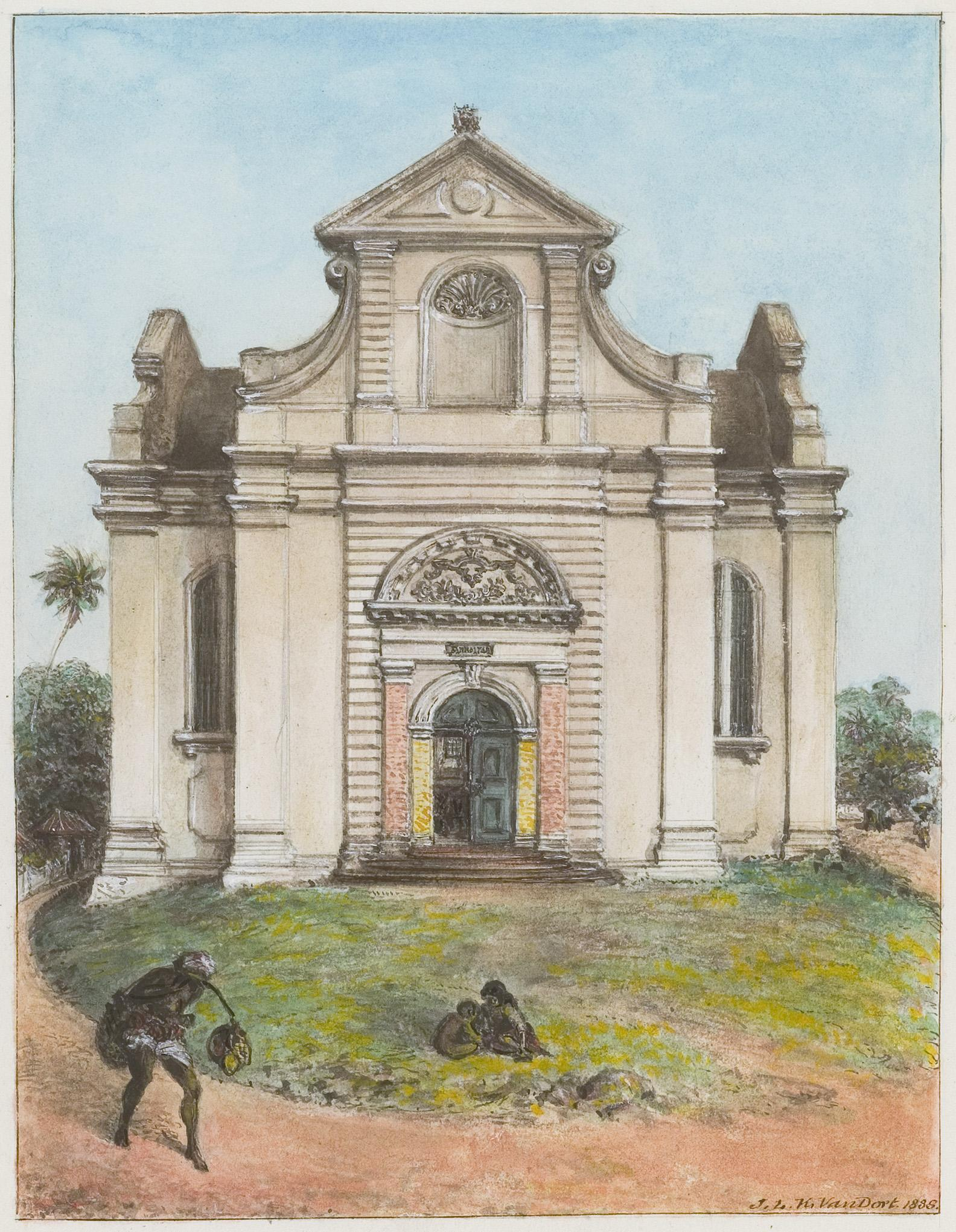
Watercolour painting of the Dutch Reformed Church (Wolvendaal), Colombo by J. L. K. van Dort (1888)

En 1736, le gouverneur de Ceylan hollandais Gustaaf Willem van Imhoff demanda à la Direction de la Compagnie néerlandaise des Indes orientales (Vereenigde Oost-Indische Compagnie ou VOC) ), située à Batavia (aujourd'hui Djakarta), l'autorisation de démolir l'église du Fort de Colombo (Kasteel Kerk), qui était en mauvais état, afin d'en reconstruire une autre sur ce même site. Peu enthousiaste pour cette dépense, la VOC fit traîner la réponse pendant 7 ans !

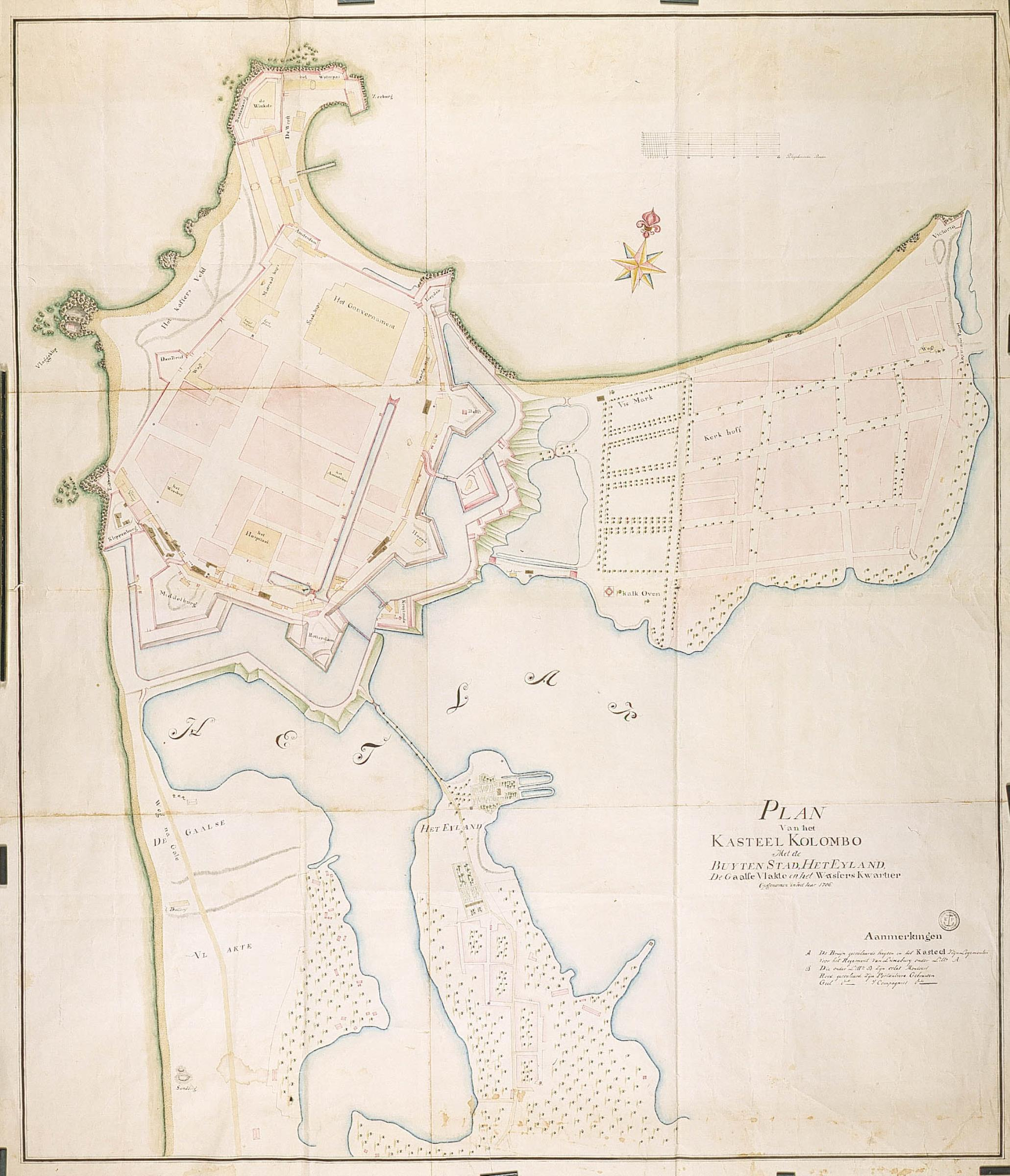
Carte du fort de Colombo en 1786 (l'emplacement de la nouvelle église est à l'est, juste en dehors du plan)

Ce n'est qu'en 1743, après l'arrivée du nouveau gouverneur Julius Valentyn Stein van Gollenesse, que le projet fut autorisé, mais sans démolition : la nouvelle église serait située à la périphérie de la ville sur une colline qui domine la zone marécageuse proche du port. Le nom de Wolvendaal (Wolf's Dale ou Wolf's Valley) lui a été donné à la suite d'une erreur, les bandes de chacals qui parcouraient cette zone ayant été confondus par les Néerlandais avec des loups.
Une petite chapelle, construite sur ce site lors de la première période de l'occupation hollandaise, fut détruite pour faire place à la nouvelle église. Les travaux des fondations débutèrent en 1749, et il fallut huit années pour terminer la construction du nouvel édifice.

## Description
L'église en forme de croix grecque a été construite dans le style d'ordre dorique, typique de cette époque. Les murs constitués avec du kapok enduit à la chaux et un mélange d'argile et de corail ont 1,5 m d'épaisseur.
Le dôme était à l'origine une voûte faite de briques et de tuiles d'ardoise bleue. Il était surmonté d'un lion d'airain ceint d'une couronne. Dans une patte il tenait une épée, et dans l'autre il portait sept flèches qui représentaient les sept provinces unies de la République hollandaise. En 1856, la foudre s'est abattue sur le dôme qui fut sérieusement endommagé et le lion fut détruit. Le toit fut rénové ultérieurement avec une armature en fer.
À l'intérieur de l'église, d'une capacité de 1 000 places assises, il existe un enclos rectangulaire chancel qui était destiné à la famille du gouverneur. le mobilier de l'église datant des XVIIe et XVIIIe siècles comporte de nombreuses chaises en ébène et en bois de calamandre (kerkstoels). Les fonts baptismaux, sur un trépied richement sculpté, datent de 1667.
Les murs de l'église,comportent de nombreuses niches qui font référence aux célébrités de l'histoire cinghalaise. De nombreuses personnalités reposent dans cette église, tant à l'intérieur et qu'à l'extérieur comme en témoignent les nombreuses dalles funéraires gravées appartenant à de nombreux Néerlandais, Burghers, Cinghalais, Tamouls et Anglais. On y trouve notamment celles des cinq gouverneurs hollandais, y compris celle du dernier gouverneur, Johan van Angelbeek, mort à Colombo en 1799.

## Utilisation actuelle
L'Église réformée chrétienne au Sri Lanka (précédemment connue comme l’Église réformée néerlandaise au Sri Lanka) continue à célébrer le culte à Wolvendaal Church comme dans plusieurs autres paroisses de Sri Lanka.
En janvier 2005, l'Église réformée chrétienne au Sri Lanka a en outre créé la Fondation Wolvendaal. Son but est d'approfondir les relations cordiales entre les différentes races et religions de l'île, mais aussi l'entretien et l'amélioration des anciennes églises néerlandaises de Sri Lanka.

## Images

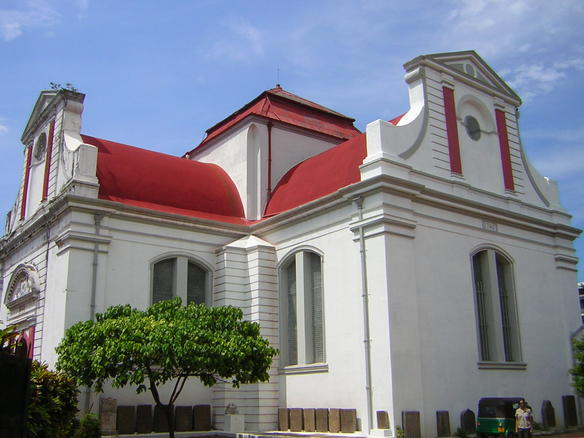
Vue de trois-quarts de Wolvendaal church montrant son plan en croix grecque
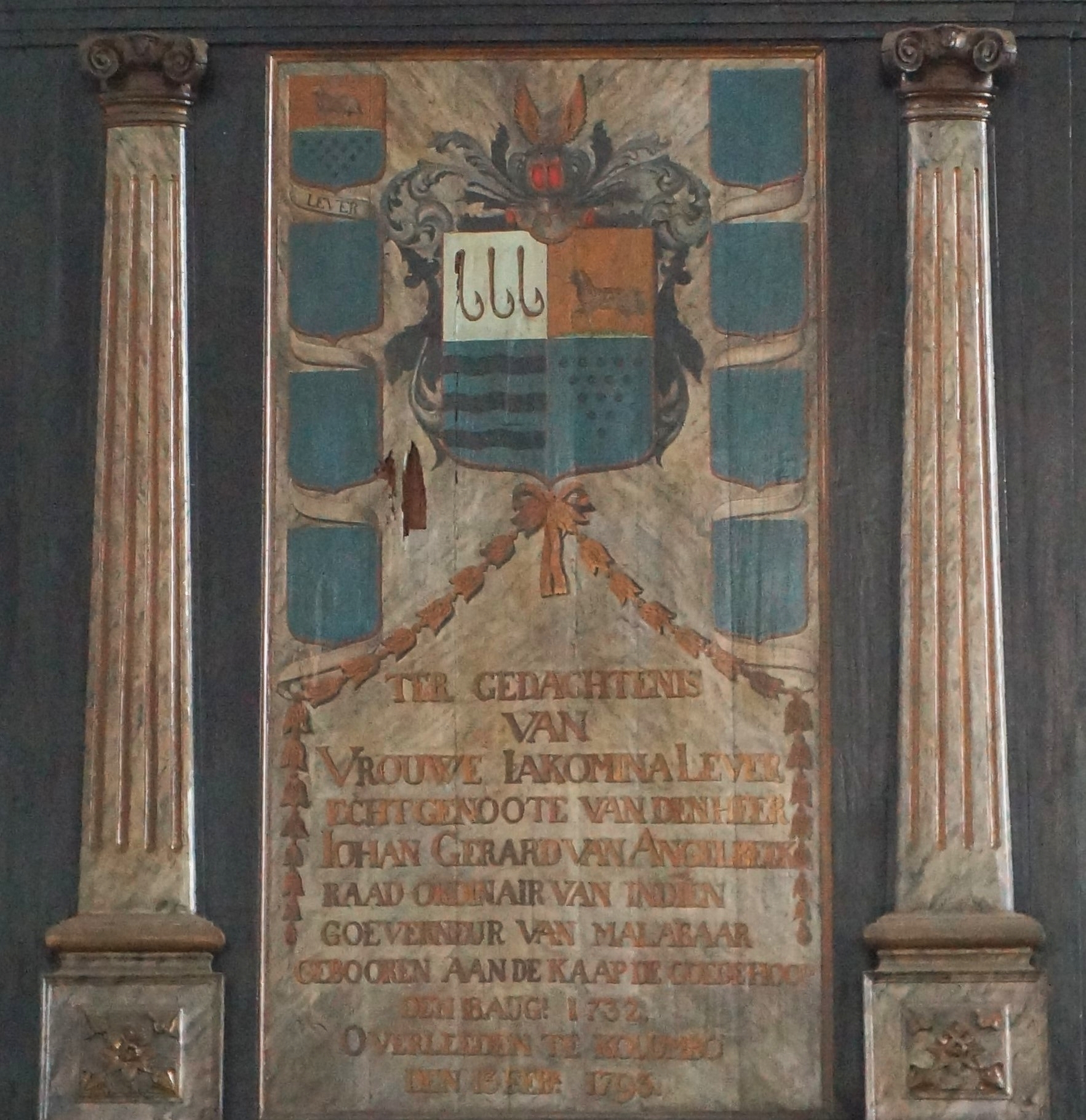
Ex-voto à la mémoire de Lady Iakomina Lever
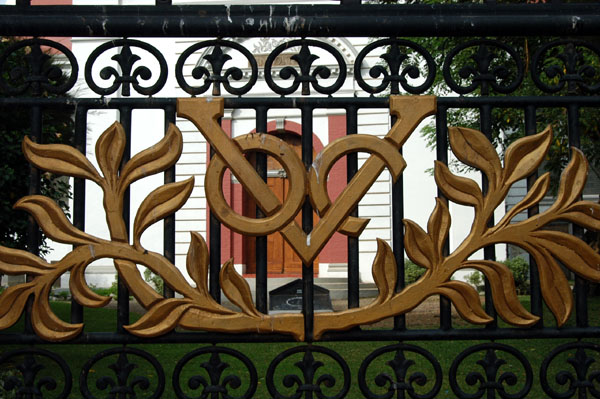
Emblème de la VOC dans l'église de Wolvendaal
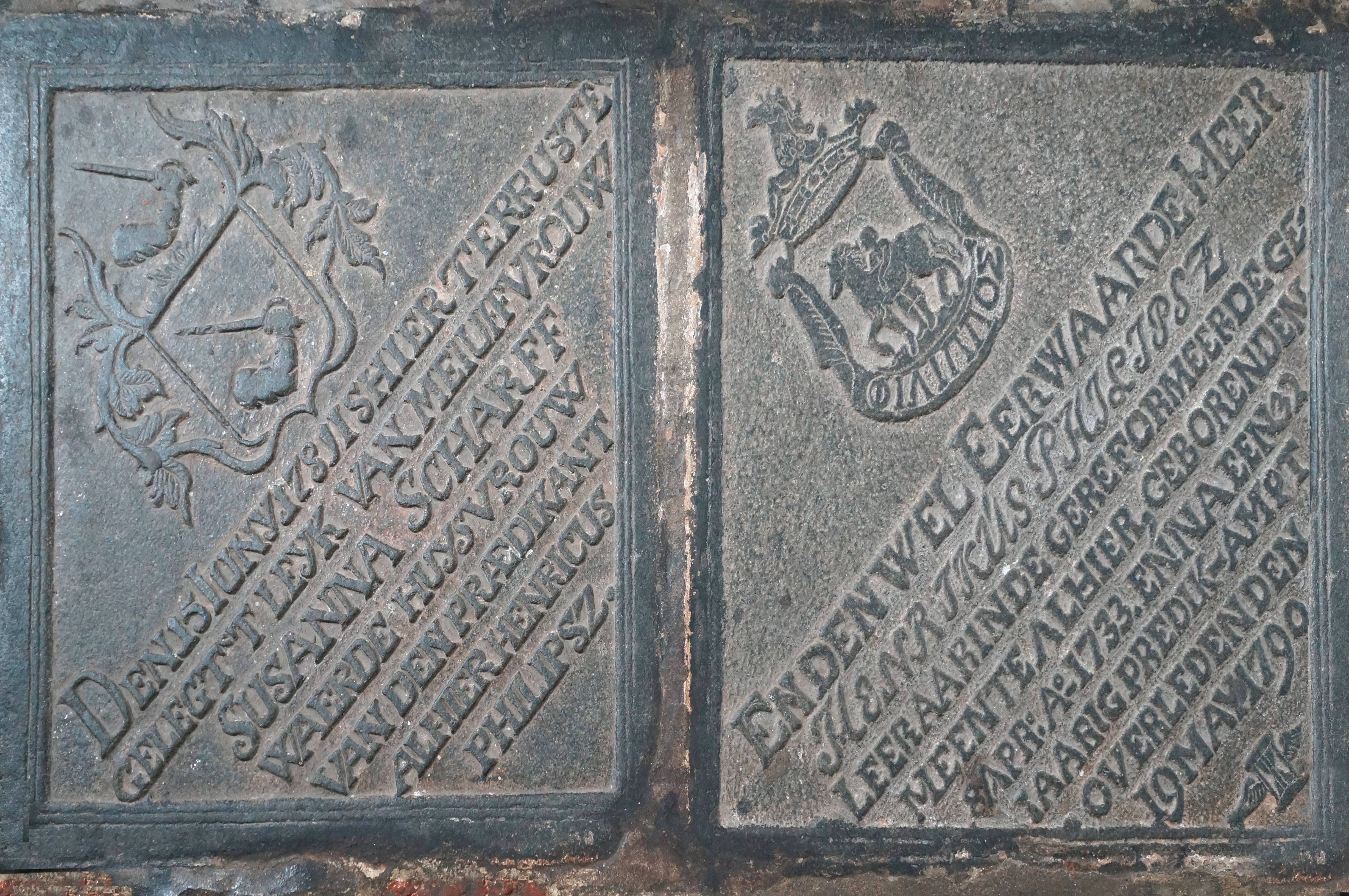
Pierres tombales du pasteur Henricus Philipszoon et de sa femme Susanna Scharff
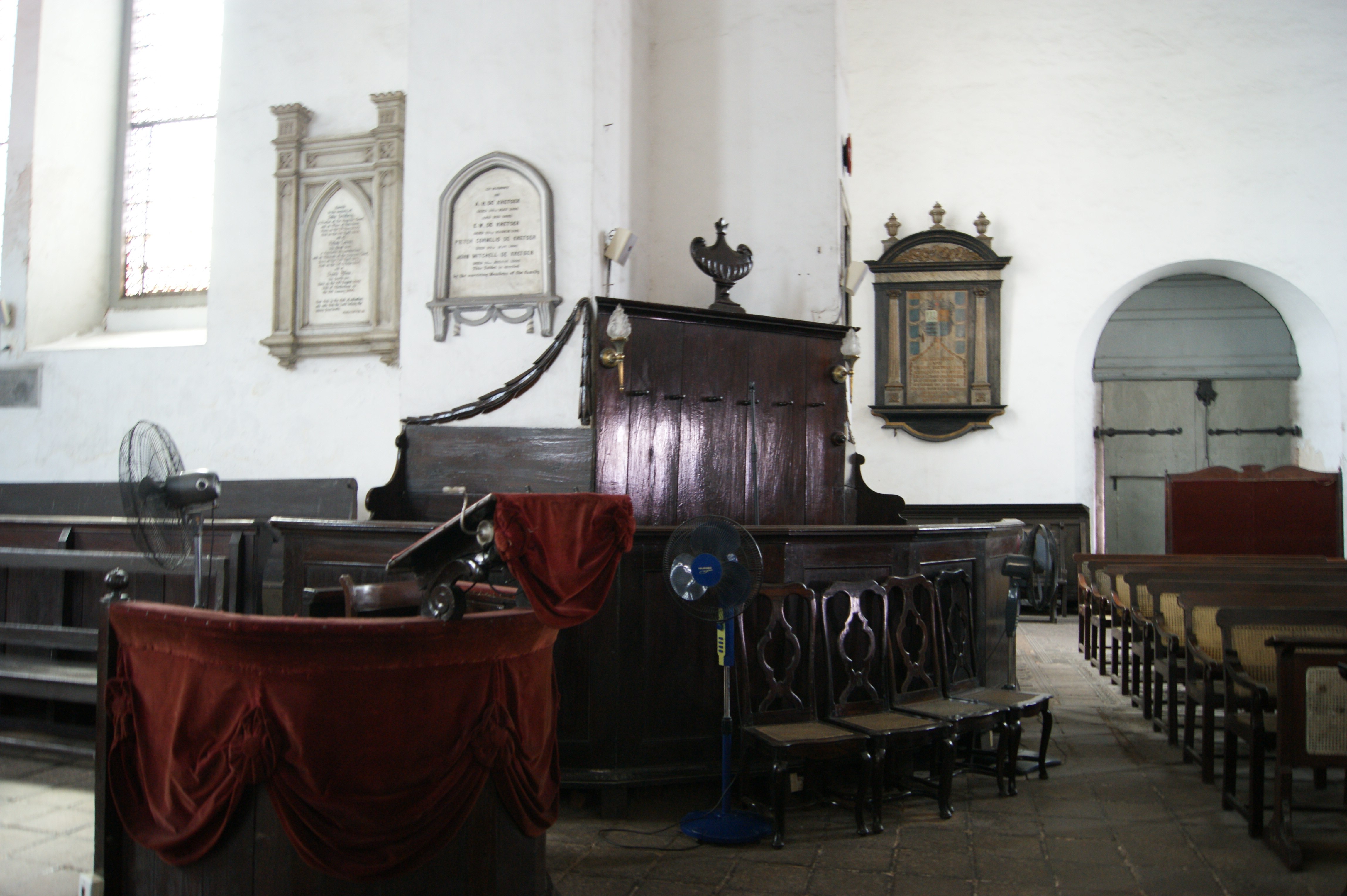
Wolvendaal Church, chancel du gouverneur